# Fred Rauch
Fred Rauch (* 28. September 1909 in Wien; † 1. Juni 1997 in Gmund am Tegernsee) war ein österreichischer Liedtextdichter, Kabarettist und Sänger.
Bekannt wurde er vor allem als Hörfunkmoderator des Bayerischen Rundfunks, wo er zwischen 1948 und 1978 mittwochabends durch das populäre Wunschkonzert Sie wünschen – wir spielen Ihre Lieblingsmelodien! führte. Er moderierte auch für andere Sender wie den ORF oder RAI Bozen.
Als Liedtexter und Sänger war er vor allem in den 1950er und 1960er Jahren aktiv. Sehr bekannt ist das von Gerhard Winkler komponierte und von Fred Rauch und Fini Busch getextete Lied Schützenliesl, das 1952 zum ersten Nachkriegs-Oktoberfesthit wurde und bis heute regelmäßig aufgeführt wird. Populär waren auch seine Lieder Aber mei Hans, der kann's (Komponist: Josef Niessen; Gesang: Fee von Reichlin, Lolita), Bin i Radi, bin i König (Komponist: Charly Niessen; Gesang: Radi Radenkovich), Zwei Spuren im Schnee (Komponist: Gerhard Winkler; Gesang: Vico Torriani, Franzl Lang), Oh, Mr Swoboda (Komponist: Peter Igelhoff; Gesang: Peter Alexander) und seine deutsche Version von Battle of New Orleans, einem Hit von Johnny Horton, die er als Die große Rauferei anno 1902 veröffentlichte.
Kulturhistorische Bedeutung erlangte Fred Rauch als Entdecker, Förderer und Liedtexter von Slavko Avsenik und den Original Oberkrainern, die die volkstümliche Musik im deutschen Sprachraum revolutionierten.
In seinen späten Jahren veröffentlichte Rauch mehrere Bücher mit gesammelten heiteren Begebenheiten, Versprechern, Kuriosa und Stilblüten.
Sein Grab befindet sich auf dem Bergfriedhof von Gmund.

## Vom Kabarett zum Rundfunk
Geboren und aufgewachsen in Wien, lernte Fred Rauch zunächst Textilkaufmann, bevor er sich als Zeichner und Journalist erste Sporen verdiente. Über das Soldatenbrettl „Die Schwinge“ fand er zum Kabarett. 1945 blieb er in München und gründete zusammen mit Kollegen die Bühne „Der Bunte Würfel“. Zugleich textete, sang und schauspielerte er für den „Simpl“, „Fincks Mausefalle“, das „Annast“ und das „Barbarina“. 1946 engagierten ihn die Verantwortlichen von „Radio München“ (dem späteren Bayerischen Rundfunk) zunächst für Kleinkunst-Sendungen wie das „Zehnerlkabarett“. Noch im selben Jahr bekam Rauch mit „A warmer Ofen, a Schalerl Kaffee“ seine erste eigene Moderation und wurde mit seiner unverwechselbaren Stimme zu einem Liebling der Radiohörer. Zwei Jahre später ging er mit Sie wünschen – wir spielen Ihre Lieblingsmelodien! auf Sendung. Das wöchentliche Wunschkonzert unter seiner Leitung sollte 30 Jahre und 1.500 Sendungen Bestand haben. Rauch sprach selbst verfasste Zwischentexte und übermittelte die Grüße des Wunsch-Einsenders. So schlug die Sendung auch Brücken zu den Deutschen in der damaligen Sowjetzone und in Südosteuropa. Mit Charme, Einfühlungsvermögen und musikalischem Sachverstand vermittelte er in der schweren Zeit der Nachkriegsjahre ein Gefühl der Geborgenheit und ließ die Sorgen und Nöte des Alltags stundenweise verblassen. Das verschaffte ihm bei den Hörern eine enorme Popularität weit über Bayern hinaus. In vielen Familien durften die Kinder länger wach bleiben, um mit den Eltern diese Sendung zu hören. In 30 Wunschkonzert-Jahren kamen rund 1,5 Millionen Hörerbriefe aus über 100 Ländern beim Bayerischen Rundfunk für Fred Rauch an.
Die Sendung bot den vielen Musikwünschen eine breite Bühne. Nach einem Auftaktblock mit Volksmusik und dem einen oder anderen Marsch leitete eine humoristische Kurzszene beispielsweise mit Karl Valentin und Liesl Karlstadt oder in den 1970er Jahren mit Emil Steinberger zum Schlagerteil über. Hier konnten die Hörer sicher sein, die aktuellen oder doch sehr aussichtsreichen Titel aus den Charts mitzubekommen. Im mehrwöchigen Turnus wurde ein Wunschkonzert für die Opernfreunde eingeschoben.
Anlässlich des 25-jährigen Jubiläums des Wunschkonzerts moderierte Fred Rauch am 11. Januar 1974 eine Jubiläumsshow in der Münchner Olympiahalle, bei der aktuelle Stars der Volks- und Unterhaltungsmusik auftraten. Die 10.000 Eintrittskarten waren innerhalb von nur zwei Tagen ausverkauft.
Neben dem Wunschkonzert betreute Rauch weitere Sendung beim BR, darunter das musikalische Ratespiel Gute Noten für gute Noten (1963–1974) oder Noten und Anekdoten. Beliebt war auch seine Weihnachtssendung Weihnachtslieder aus aller Welt.

## Musikalisches Wirken

Fred Rauch – Schützenliesl

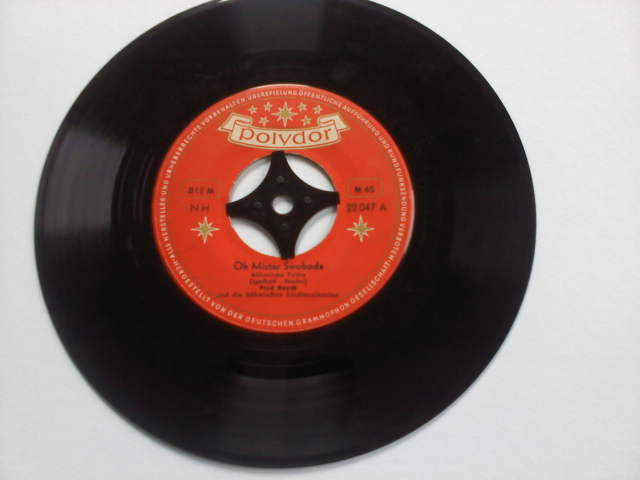
Rauchs Erfolgshit Oh, Mister Swoboda (1955), in Begleitung der Böhmischen Stadtmusikanten

Rauch gilt als Entdecker und Förderer zahlreicher Musiker und Musikgruppen. Die 3 lustigen Moosacher und die Hot Dogs wurden durch Fred Rauch zu regionalen Stars. Für Patienten in den Krankenhäusern kamen zuhauf Bitten für den Titel Du bist nicht allein, was den Durchbruch für den Augsburger Sänger Roy Black bewirkte.
Fred Rauch machte sich zudem als Liedtexter einen Namen. Es ist bekannt, dass er die Pseudonyme Theo Rauthenberg und Sepp Haselbach verwendete. Im Jahr 1951 traf Rauch den Komponisten Gerhard Winkler, mit dem er später zusammenarbeitete. Aus seiner Feder stammt auch der Text des 1860-er Liedes, der Vereinshymne des TSV 1860 München.
Einen Welthit hatte er mit seiner Zusammenarbeit von 1952 mit Winkler bei Mütterlein (könnt` es noch mal so wie früher sein), einem Lied das ursprünglich von Leila Negra vorgetragen wurde. 1954 wurde es von Wolfgang Sauer mit einem neuen Text von Rauch als Glaube mir veröffentlicht. Im November belegte es in der englischen Version mit Texten von Carl Sigman als Answer me, Lord above mit David Whitfield und Answer me (my love) mit Frankie Laine gleichzeitig die ersten beiden Positionen der englischen Charts. Gesungen von Nat King Cole wurde die letztere Version auch in den USA zu einem Top-10-Erfolg. 1976 kehrte Answer me, diesmal gesungen von Barbara Dickson, noch einmal in die englischen Top 10 zurück.
Fred Rauch war auch als Sänger mit eigenen Titeln gern gehört. Bekannte Interpretationen von ihm sind Mei Schihaserl hat a kalt’s Naserl, Der Herr Skilehrer und Oh, Mister Swoboda. Mit Grüß’ mir die Franzi aus Tirol trat er 1956 in dem Heimatfilm Pulverschnee nach Übersee auf.
Insgesamt stammen aus Rauchs Feder über 1.000 Liedertexte, Couplets und Chansons, dazu kommen Liedbeiträge für TV- und Kinofilme. Etwa 100 Titel hat Fred Rauch als Interpret selbst eingesungen, darunter auch die populäre „Schützenliesl“.

### Entdeckung von Slavko Avsenik und den Oberkrainern
1954 bereiste Fred Rauch im Urlaub den Wörthersee in Kärnten, wo er vormittags in einer Sendung namens „Slowenischen Stunde“ (Po željah) eine eingängige Musiknummer im Radio hörte. Die Qualität und der "besondere und neue Sound" – in für damalige volkstümliche Musik ungewöhnlicher Form dargebracht mit Akkordeon, Trompete, Klarinette und Bariton; die Gitarre sollte erst noch dazu kommen – beeindruckten ihn. Rauch suchte umgehend den Radiosender auf – das Studio Klagenfurt – und erfuhr, dass es sich bei der darbietenden Gruppe um das Gorenjski kvartet handelte. Radio-Redakteur Helmut Hartman gab Fred Rauch den Mitschnitt einer eingängigen Polka mit nach München, in der die Trompete das Echo auf die Klarinette spielte. Fred Rauch taufte diese Melodie auf den Namen "Trompetenecho", verfasste dazu einen deutschen Liedtext und erfand zugleich einen neuen, eingängigen Namen für die Musikanten um den Akkordeonspieler Slavko Avsenik – nämlich: Oberkrainer Musikanten.
Fred Rauch präsentierte das Trompetenecho in seinem Wunschkonzert und konnte sich vor Höreranfragen kaum retten. Slavko Avsenik reiste nach München, wo er das Stück – bisher Na Golici genannt, was in etwa „Beim Kahlkogel“ bedeutet, benannt nach einem 1.836 Meter hohen slowenischen Berg bei Jesenice, den Slavko Avsenik zeitlebens nie gesehen hat – neu aufnahm. Fred Rauch wiederum wurde zum Förderer und zum deutschen Autor der Gruppe. Für über 100 Oberkrainer-Hits erfand Rauch eingängige Texte – von "Tante Mizzi" über "In den Bergen" bis "Hinter'm Hühnerstall".
Slavko Avseniks Oberkrainer wurden sehr erfolgreich, fanden viele Nachahmer nannten sich alsbald die Original Oberkrainer, die sich anschließend im gerade aufkommenden Volksmusik-Boom alsbald im Wettbewerb mit Formationen wie Ernst Moschs Original Egerländer Musikanten und dergleichen sahen. Avseniks Oberkrainer, die mit ihrem neuen Stil die volkstümliche Musik revolutionierten, blieben aber mit über 36 Millionen verkauften Tonträgern die erfolgreichsten. Allein das Trompetenecho wurde laut GEMA über 30 Millionen Mal live aufgeführt und mehr als 600 Mal gecovert. Über drei Jahrzehnte hinweg traten die Original Oberkrainer an 200 Tagen pro Jahr auf, oft sogar bei zwei Veranstaltungen an einem Tag.
In den 1970er Jahren war das Trompetenecho die Erkennungsmelodie der ZDF-Sendung Lustige Musikanten und der monatlichen Hörfunksendung Wettstreit nach Noten des Deutschlandfunks. Außerdem war es 20 Jahre lang die Titelmusik des ORF-Musikantenstadels.

## Privates
Fred Rauch war von 1962 bis zu seinem Tod mit der Künstlerin Irmgard Campmol (1916–2006) verheiratet. Das Ehepaar beschloss bereits zu Lebzeiten, den gemeinsamen Nachlass in eine Stiftung einzubringen. Die Fred und Irmgard Rauch Stiftung wurde im Jahr 2000 gegründet und führt das vielfältige Engagement des Paares im künstlerisch-kulturellen und sozialen Bereich fort.

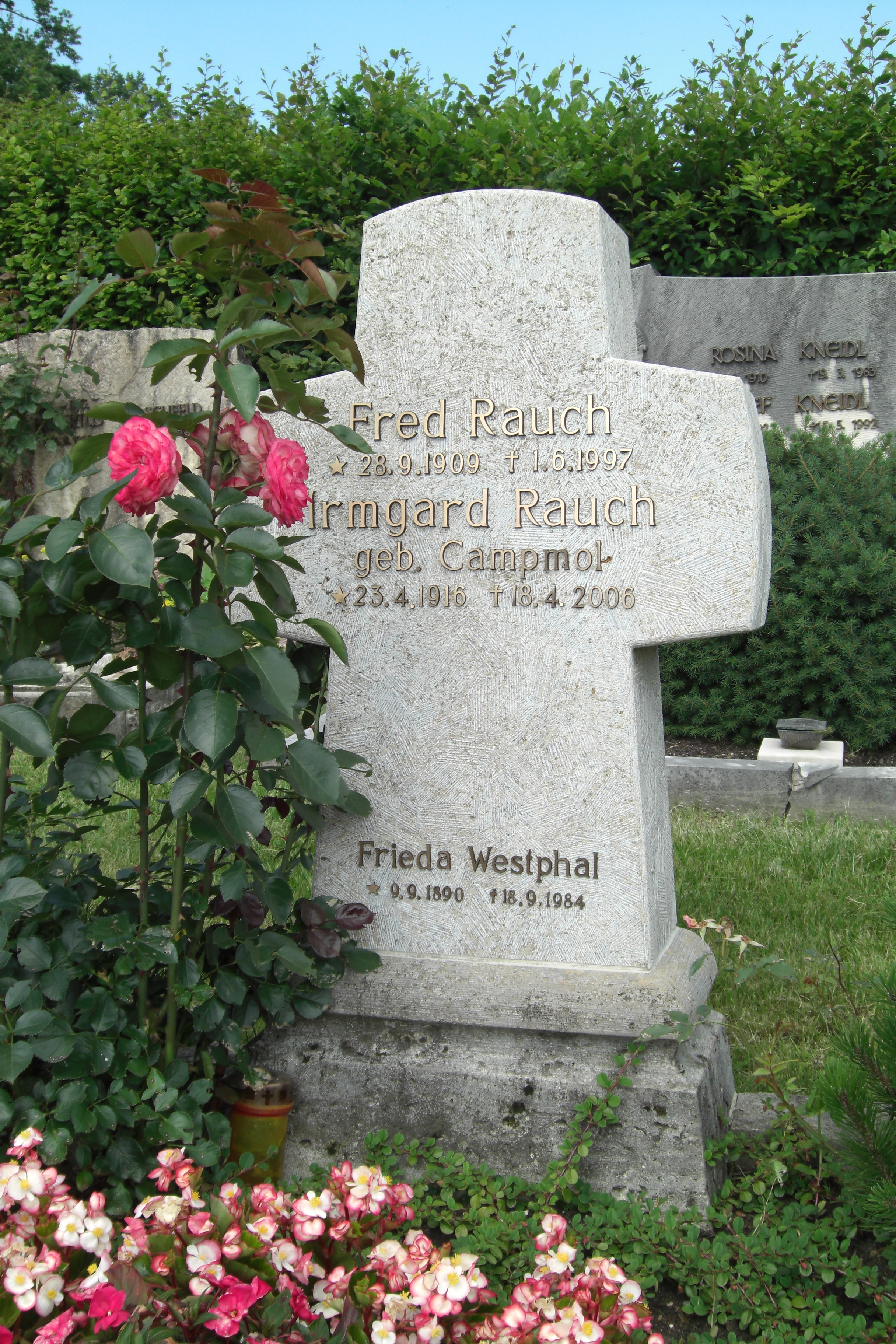
Grab von Fred Rauch auf dem Bergfriedhof von Gmund

## Werke als Liedtexter (Auswahl)
- Aber mei Hans der kann’s (Gesang: Fee von Reichlin)
- Bin i Radi, bin i König (Gesang: Fußballtorwart Radi Radenkovic)
- 57, 58, 59, 60, ja so klingts in Chor (Der Sechzger Marsch)
- Das Echo vom Königssee (Gesang: Geschwister Fahrnberger); Pseudonym Sepp Haselbach
- Der kleine Eisbär („Hoch vom Norden her...“) (Gesang: Die Cyprys)
- Es muss ein Sonntag g’wes’n sein (Gesang: Kraudn Sepp; auch: Biermösl Blosn)
- Es wird ja alles wieder gut (Gesang: Detlev Lais)
- Glaube mir (dt. Text von Answer me. Gesang: Wolfgang Sauer)
- Komm zum Tannenzapfenzupfen
- Machma Brotzeit! Brotzeit ist die schönste Zeit (Gesang: Die 3 lustigen Moosacher)
- Trompetenecho (bekannt eigentlich als Instrumentaltitel, Interpret: Slavko Avsenik u. s. Orig. Oberkrainer)
- Franz, der Maurerg'sell (Interpret: Slavko Avsenik u. s. Orig. Oberkrainer)
- Weites Land (Gesang: Jimmy Makulis)
- Zwei Spuren im Schnee (Gesang: Vico Torriani)
- Von der Nachtigall hab´ ich das Jodeln gelernt (Gesang: Freddy Breck)
- Fred Rauch – Ich such´ für mein Motorrad eine Braut 1952

## Ehrungen
(Quelle: )
- 1988 – Bayerischer Poetentaler
- 1992 – Bundesverdienstkreuz 1. Klasse
- Bayerischer Verdienstorden
- Goldenes Ehrenzeichen für die Verdienste um die Republik Österreich
- Goldenes Ehrenzeichen für Verdienste um das Land Wien
- Ehrenkreuz für Wissenschaft und Kunst

## Schriften
- Mit dem Gongschlag ist es 6 Mark 30 – Versprecher, Hörerwünsche, Stilblüten. Rowohlt 1982, ISBN 3-499-14972-9.
- Gongschlag No. 2. Rosenheim 1981, ISBN 3-475-52323-X.
- Lohnhäuser und Tannengrün – Versprecher, Stilblüten, Amtsschimmel, zus. mit Dieter O. Klama. Rosenheim 1983, ISBN 3-475-52411-2.
- Tausend Sachen zum Schmunzeln und Lachen; München 1984; ISBN 3-431-01351-1.
- Lachend durchs Jahr – Heiteres für alle Tage, zus. mit Emil Vierlinger. Rosenheim 1985, ISBN 3-475-52200-4.
- Reden ist Schweigen und Silber ist Gold. Augsburg 1985.
- Scherzfragen aus meinem Wunschkonzert. Rosenheim 1985, ISBN 3-475-52294-2.
- Pfarrer Sebastian Kampfl – Der Löwe von Waakirchen – Ein bayerischer Abraham a Sancta Clara. Rosenheim 1986, ISBN 3-475-52347-7.
- Poesie nach Noten – Diverse Verse rund um die Musik. München 1986, ISBN 3-485-00519-3.
- Was schreibe ich ins Gästebuch. ISBN 3-7943-0704-6.
- Steck den Sand nicht in den Kopf – Versprecher und Stilblüten, zus. mit Gerald Drews. München 1994, ISBN 3-89350-757-4.